# Lekkoatletyka na Letnich Igrzyskach Olimpijskich 2016 – bieg na 200 m mężczyzn
Bieg na 200 metrów mężczyzn – jedna z konkurencji lekkoatletycznych rozgrywanych podczas igrzysk olimpijskich w Rio de Janeiro.
Obrońcą tytułu mistrzowskiego był Usain Bolt.
W zawodach wzięło udział 79 zawodników z 49 krajów.

## Terminarz
Wszystkie godziny podane są w czasie brazylijskim (UTC-03:00) oraz polskim (CEST).
| Data             | Godzina rozpoczęcia | Godzina rozpoczęcia |            |
| Data             | UTC-03:00           | CEST                |            |
| ---------------- | ------------------- | ------------------- | ---------- |
| 15 sierpnia 2016 | 11:50               | 16:50               | Eliminacje |
| 16 sierpnia 2016 | 22:00               | 03:00               | Półfinały  |
| 17 sierpnia 2016 | 22:30               | 03:30               | Finał      |

## Rekordy
Tabela uwzględnia rekordy uzyskane przed rozpoczęciem biegu.
|                                                      | Zawodnik        | Wynik   | Miejsce | Data             |
| ---------------------------------------------------- | --------------- | ------- | ------- | ---------------- |
| Rekord świata                                        | Usain Bolt      | 19,19 s | Berlin  | 20 sierpnia 2009 |
| Rekord olimpijski                                    | Usain Bolt      | 19,30 s | Pekin   | 2008 rok         |
| Najlepszy wynik na listach światowych w sezonie 2016 | LaShawn Merritt | 19,74 s | Eugene  | 8 lipca 2016     |

## Wyniki

### Eliminacje
2 najszybszych zawodników z każdego biegu (Q) i 4 najszybszych przegranych (q) zakwalifikowało się do półfinału.
Bieg 1
| Pozycja | Tor | Zawodnik                   | Reprezentacja   | Reakcja         | Wynik | Uwagi |
| ------- | --- | -------------------------- | --------------- | --------------- | ----- | ----- |
| 1       | 6   | Alonso Edward              | Panama          | 0,137           | 20,19 | Q, PB |
| 2       | 2   | Daniel Talbot              | Wielka Brytania | 0,143           | 20,27 | Q, PB |
| 3       | 8   | Likurgos-Stefanos Tsakonas | Grecja          | 0,161           | 20,31 | q, SB |
| 4       | 7   | Femi Ogunode               | Katar           | 0,167           | 20,36 |       |
| 5       | 3   | Jeremy Dodson              | Samoa           | 0,144           | 20,51 |       |
| 6       | 4   | Jak Ali Harvey             | Turcja          | 0,139           | 20,58 | SB    |
| 7       | 5   | Mosito Lehata              | Lesotho         | 0,162           | 20,65 | SB    |
| –       | 1   | Demetrius Pinder           | Bahamy          | N/A             | DQ    |       |
|         |     |                            |                 | Wiatr: +0,7 m/s |       |       |

Bieg 2
| Pozycja | Tor | Zawodnik         | Reprezentacja     | Reakcja         | Wynik | Uwagi |
| ------- | --- | ---------------- | ----------------- | --------------- | ----- | ----- |
| 1       | 8   | Bruno Hortelano  | Hiszpania         | 0,161           | 20,12 | Q, NR |
| 2       | 6   | Yohan Blake      | Jamajka           | 0,166           | 20,13 | Q, SB |
| 3       | 4   | Ameer Webb       | Stany Zjednoczone | 0,157           | 20,31 | q     |
| 4       | 3   | Anaso Jobodwana  | Południowa Afryka | 0,175           | 20,53 |       |
| 5       | 7   | Robin Erewa      | Niemcy            | 0,197           | 20,61 |       |
| 6       | 2   | Emmanuel Dasor   | Ghana             | 0,164           | 20,65 |       |
| 7       | 5   | Shavez Hart      | Bahamy            | 0,151           | 20,74 | SB    |
| 8       | 1   | Bernardo Baloyes | Kolumbia          | 0,200           | 20,78 |       |
|         |     |                  |                   | Wiatr: −0,2 m/s |       |       |

Bieg 3
| Pozycja | Tor | Zawodnik           | Reprezentacja | Reakcja         | Wynik | Uwagi |
| ------- | --- | ------------------ | ------------- | --------------- | ----- | ----- |
| 1       | 5   | Salem Eid Yaqoob   | Bahrajn       | 0,167           | 20,19 | Q, NR |
| 2       | 6   | Ramil Guliyev      | Turcja        | 0,148           | 20,23 | Q, SB |
| 3       | 2   | Aaron Brown        | Kanada        | 0,127           | 20,23 | q     |
| 4       | 3   | Shōta Iizuka       | Japonia       | 0,163           | 20,49 |       |
| 5       | 8   | Emmanuel Matadi    | Liberia       | 0,219           | 20,49 | NR    |
| 6       | 4   | Sibusiso Matsenjwa | Suazi         | 0,196           | 20,63 | NR    |
| 7       | 7   | Levi Cadogan       | Barbados      | 0,186           | 21,02 |       |
| 8       | 1   | Tega Odele         | Nigeria       | 0,130           | 21,25 |       |
|         |     |                    |               | Wiatr: +0,3 m/s |       |       |

Bieg 4
| Pozycja | Tor | Zawodnik            | Reprezentacja     | Reakcja        | Wynik | Uwagi |
| ------- | --- | ------------------- | ----------------- | -------------- | ----- | ----- |
| 1       | 3   | José Carlos Herrera | Meksyk            | 0,143          | 20,29 | Q     |
| 2       | 8   | Roberto Skyers      | Kuba              | 0,149          | 20,44 | Q     |
| 3       | 6   | Jorge Vides         | Brazylia          | 0,176          | 20,50 |       |
| 4       | 4   | Tlotliso Leotlela   | Południowa Afryka | 0,161          | 20,59 |       |
| 5       | 1   | Eseosa Desalu       | Włochy            | 0,130          | 20,65 |       |
| 6       | 7   | Teray Smith         | Bahamy            | 0,175          | 20,66 |       |
| 7       | 2   | Didier Kiki         | Benin             | 0,152          | 22,27 |       |
| –       | 5   | Miguel Francis      | Antigua i Barbuda | N/A            | DNS   |       |
|         |     |                     |                   | Wiatr: 0,0 m/s |       |       |

Bieg 5
| Pozycja | Tor | Zawodnik             | Reprezentacja     | Reakcja         | Wynik | Uwagi |
| ------- | --- | -------------------- | ----------------- | --------------- | ----- | ----- |
| 1       | 4   | Justin Gatlin        | Stany Zjednoczone | 0,154           | 20,42 | Q     |
| 2       | 6   | Matteo Galvan        | Włochy            | 0,171           | 20,58 | Q     |
| 3       | 5   | Ramon Gittens        | Barbados          | 0,144           | 20,58 |       |
| 4       | 2   | Serhij Smełyk        | Ukraina           | 0,182           | 20,66 |       |
| 5       | 7   | Aleixo-Platini Menga | Niemcy            | 0,136           | 20,80 |       |
| 6       | 8   | Kenji Fujimitsu      | Japonia           | 0,159           | 20,86 |       |
| 7       | 3   | Yancarlos Martínez   | Dominikana        | 0,132           | 22,97 |       |
|         |     |                      |                   | Wiatr: –1,5 m/s |       |       |

Bieg 6
| Pozycja | Tor | Zawodnik         | Reprezentacja     | Reakcja         | Wynik | Uwagi |
| ------- | --- | ---------------- | ----------------- | --------------- | ----- | ----- |
| 1       | 5   | Nickel Ashmeade  | Jamajka           | 0,124           | 20,15 | Q     |
| 2       | 2   | Adam Gemili      | Wielka Brytania   | 0,153           | 20,20 | Q     |
| 3       | 8   | Clarence Munyai  | Południowa Afryka | 0,148           | 20,66 |       |
| 4       | 4   | Burkheart Ellis  | Barbados          | 0,186           | 20,74 |       |
| 5       | 1   | Alex Hartmann    | Australia         | 0,169           | 21,02 |       |
| 6       | 7   | Tatenda Tsumba   | Zimbabwe          | 0,159           | 21,04 |       |
| 7       | 6   | Rolando Palacios | Honduras          | 0,187           | 21,32 |       |
| 8       | 3   | Theo Piniau      | Papua-Nowa Gwinea | 0,175           | 22,14 |       |
|         |     |                  |                   | Wiatr: +0,4 m/s |       |       |

Bieg 7
| Pozycja | Tor | Zawodnik              | Reprezentacja | Reakcja         | Wynik | Uwagi |
| ------- | --- | --------------------- | ------------- | --------------- | ----- | ----- |
| 1       | 8   | Nery Brenes           | Kostaryka     | 0,178           | 20,20 | Q, NR |
| 2       | 3   | Churandy Martina      | Holandia      | 0,150           | 20,29 | Q     |
| 3       | 4   | Brendon Rodney        | Kanada        | 0,169           | 20,34 |       |
| 4       | 6   | Davide Manenti        | Włochy        | 0,145           | 20,51 |       |
| 5       | 7   | Adama Jammeh          | Gambia        | 0,182           | 20,55 |       |
| 6       | 5   | Harold Houston        | Bermudy       | 0,117           | 20,85 |       |
| 7       | 1   | Fabrice Dabla         | Togo          | 0,156           | 21,63 |       |
| –       | 2   | Mike Mokamba Nyang'au | Kenia         | N/A             | DNS   |       |
|         |     |                       |               | Wiatr: +0,2 m/s |       |       |

Bieg 8
| Pozycja | Tor | Zawodnik            | Reprezentacja     | Reakcja         | Wynik | Uwagi |
| ------- | --- | ------------------- | ----------------- | --------------- | ----- | ----- |
| 1       | 3   | LaShawn Merritt     | Stany Zjednoczone | 0,162           | 20,15 | Q     |
| 2       | 2   | Christophe Lemaitre | Francja           | 0,171           | 20,28 | Q     |
| 3       | 4   | Julian Reus         | Niemcy            | 0,138           | 20,39 | SB    |
| 4       | 7   | Reynier Mena        | Kuba              | 0,123           | 20,42 |       |
| 5       | 8   | Karol Zalewski      | Polska            | 0,151           | 20,54 |       |
| 6       | 6   | Bruno de Barros     | Brazylia          | 0,154           | 20,59 |       |
| 7       | 5   | Ihor Bodrow         | Ukraina           | 0,180           | 20,86 |       |
| 8       | 1   | Carvin Nkanata      | Kenia             | 0,213           | 21,43 |       |
|         |     |                     |                   | Wiatr: +0,4 m/s |       |       |

Bieg 9
| Pozycja | Tor | Zawodnik              | Reprezentacja     | Reakcja         | Wynik | Uwagi |
| ------- | --- | --------------------- | ----------------- | --------------- | ----- | ----- |
| 1       | 5   | Usain Bolt            | Jamajka           | 0,177           | 20,28 | Q     |
| 2       | 8   | Ejowvokoghene Oduduru | Nigeria           | 0,141           | 20,34 | Q, PB |
| 3       | 3   | Solomon Bockarie      | Holandia          | 0,136           | 20,42 | SB    |
| 4       | 7   | Kyle Greaux           | Trynidad i Tobago | 0,147           | 20,61 | SB    |
| 5       | 4   | Jonathan Borlée       | Belgia            | 0,162           | 20,64 |       |
| 6       | 2   | Kei Takase            | Japonia           | 0,153           | 20,71 |       |
| 7       | 1   | Ahmed Ali             | Sudan             | 0,153           | 20,78 |       |
| 7       | 6   | Jaysuma Saidy Ndure   | Norwegia          | 0,150           | 20,78 |       |
|         |     |                       |                   | Wiatr: +0,6 m/s |       |       |

Bieg 10
| Pozycja | Tor | Zawodnik                 | Reprezentacja            | Reakcja         | Wynik | Uwagi |
| ------- | --- | ------------------------ | ------------------------ | --------------- | ----- | ----- |
| 1       | 5   | Andre De Grasse          | Kanada                   | 0,137           | 20,09 | Q, SB |
| 2       | 1   | Nethaneel Mitchell-Blake | Wielka Brytania          | 0,146           | 20,24 | Q     |
| 3       | 7   | Rondel Sorrillo          | Trynidad i Tobago        | 0,124           | 20,27 | q, SB |
| 4       | 8   | Wilfried Koffi Hua       | Wybrzeże Kości Słoniowej | 0,159           | 20,48 | SB    |
| 5       | 6   | Antoine Adams            | Saint Kitts i Nevis      | 0,141           | 20,49 |       |
| 6       | 3   | Stanly del Carmen        | Dominikana               | 0,133           | 20,55 |       |
| 7       | 2   | Aldemir da Silva Junior  | Brazylia                 | 0,144           | 20,80 |       |
| 8       | 4   | Brandon Jones            | Belize                   | 0,160           | 21,49 | SB    |
|         |     |                          |                          | Wiatr: +1,0 m/s |       |       |

### Półfinały
2 najszybszych zawodników z każdego biegu (Q) i 2 najszybszych przegranych (q) zakwalifikowało się do finału.
Półfinał 1
| Pozycja | Tor | Zawodnik            | Reprezentacja     | Reakcja         | Wynik | Uwagi |
| ------- | --- | ------------------- | ----------------- | --------------- | ----- | ----- |
| 1       | 6   | LaShawn Merritt     | Stany Zjednoczone | 0,166           | 19,94 | Q     |
| 2       | 8   | Christophe Lemaitre | Francja           | 0,125           | 20,01 | Q, SB |
| 3       | 7   | Daniel Talbot       | Wielka Brytania   | 0,153           | 20,25 | PB    |
| 4       | 4   | Nickel Ashmeade     | Jamajka           | 0,134           | 20,31 |       |
| 5       | 1   | Rondel Sorrillo     | Trynidad i Tobago | 0,132           | 20,33 |       |
| 6       | 3   | Nery Brenes         | Kostaryka         | 0,165           | 20,33 |       |
| 7       | 2   | Aaron Brown         | Kanada            | 0,173           | 20,37 |       |
| 8       | 5   | José Carlos Herrera | Meksyk            | 0,150           | 20,48 |       |
|         |     |                     |                   | Wiatr: −0,4 m/s |       |       |

Półfinał 2
| Pozycja | Tor | Zawodnik              | Reprezentacja     | Reakcja         | Wynik | Uwagi |
| ------- | --- | --------------------- | ----------------- | --------------- | ----- | ----- |
| 1       | 4   | Usain Bolt            | Jamajka           | 0,156           | 19,78 | Q, SB |
| 2       | 5   | Andre De Grasse       | Kanada            | 0,130           | 19,80 | Q, NR |
| 3       | 6   | Adam Gemili           | Wielka Brytania   | 0,142           | 20,08 | q     |
| 4       | 8   | Ramil Guliyev         | Turcja            | 0,157           | 20,09 | q, SB |
| 5       | 2   | Ameer Webb            | Stany Zjednoczone | 0,192           | 20,43 |       |
| 5       | 3   | Salem Eid Yaqoob      | Bahrajn           | 0,143           | 20,43 |       |
| 7       | 7   | Ejowvokoghene Oduduru | Nigeria           | 0,147           | 20,59 |       |
| 8       | 1   | Roberto Skyers        | Kuba              | 0,156           | 20,60 |       |
|         |     |                       |                   | Wiatr: −0,3 m/s |       |       |

Półfinał 3
| Pozycja | Tor | Zawodnik                   | Reprezentacja     | Reakcja         | Wynik | Uwagi |
| ------- | --- | -------------------------- | ----------------- | --------------- | ----- | ----- |
| 1       | 5   | Alonso Edward              | Panama            | 0,140           | 20,07 | Q     |
| 2       | 8   | Churandy Martina           | Holandia          | 0,147           | 20,10 | Q, SB |
| 3       | 2   | Justin Gatlin              | Stany Zjednoczone | 0,137           | 20,13 |       |
| 4       | 4   | Bruno Hortelano            | Hiszpania         | 0,142           | 20,16 |       |
| 5       | 7   | Nethaneel Mitchell-Blake   | Wielka Brytania   | 0,196           | 20,25 |       |
| 6       | 6   | Yohan Blake                | Jamajka           | 0,151           | 20,37 |       |
| 7       | 1   | Likurgos-Stefanos Tsakonas | Grecja            | 0,159           | 20,63 |       |
| 8       | 3   | Matteo Galvan              | Włochy            | 0,149           | 20,88 |       |
|         |     |                            |                   | Wiatr: −0,2 m/s |       |       |

### Finał
| Pozycja | Tor | Athlete             | Nation            | Reakcja         | Wynik | Uwagi |
| ------- | --- | ------------------- | ----------------- | --------------- | ----- | ----- |
| 1. !    | 6   | Usain Bolt          | Jamajka           | 0,156           | 19,78 | SB    |
| 2. !    | 4   | Andre De Grasse     | Kanada            | 0,141           | 20,02 |       |
| 3. !    | 7   | Christophe Lemaitre | Francja           | 0,153           | 20,12 |       |
| 4       | 2   | Adam Gemili         | Wielka Brytania   | 0,178           | 20,12 |       |
| 5       | 8   | Churandy Martina    | Holandia          | 0,148           | 20,13 |       |
| 6       | 5   | LaShawn Merritt     | Stany Zjednoczone | 0,189           | 20,19 |       |
| 7       | 3   | Alonso Edward       | Panama            | 0,162           | 20,23 |       |
| 8       | 1   | Ramil Guliyev       | Turcja            | 0,141           | 20,49 |       |
|         |     |                     |                   | Wiatr: −0,5 m/s |       |       |